# Jaroslav Šmíd (volejbalista)
Jaroslav Šmíd (* 10. listopadu 1955, Karlovy Vary – 25. listopadu 2020) je bývalý český volejbalista, který reprezentoval Československo. S jeho reprezentací získal stříbrnou medaili na mistrovství Evropy v roce 1985. Zúčastnil si i dvou světových šampionátů (1978 – 5. místo, 1986 – 8. místo), tří dalších šampionátů evropských (1977 – 6. místo, 1979 – 6. místo, 1981 – 4. místo) a olympijských her v roce 1980 (8. místo). Za národní tým nastupoval v letech 1977–1986. Má též dvě stříbrné medaile na mistrovství Evropy juniorů (1973, 1975). Hrál za kluby VŽKG Ostrava, VŠ Praha, Dukla Liberec, Petrarca Padova, Türcü GUCU Mnichov, Pallavolo Pordenone, Sokola Möma Vídeň a Supervolley Enns. S vídeňským klubem se v roce 1990 stal mistrem Rakouska. Měl přezdívku Medvěd.